# Spathidexia cylindrica
Spathidexia cylindrica är en tvåvingeart som först beskrevs av Townsend 1919.  Spathidexia cylindrica ingår i släktet Spathidexia och familjen parasitflugor.
Artens utbredningsområde är Peru. Inga underarter finns listade i Catalogue of Life.